# 魁北克省省长
魁北克省省长（法語：［男］或［女］）是加拿大魁北克省政府的首腦。现任省长是魁北克未來聯盟的弗朗索瓦·莱戈，他在赢得2018年魁北克省选举后，于2018年10月18日宣誓就职。

## 資格與職責
魁北克省省长是被魁北克省省督任命的内阁主席。魁北克省省长一般是魁北克省議會最大党的领袖，同时也是一个有议会席位的议员。例外情況為執政黨黨魁在省選中角逐某選區議席時落敗（魁北克自由党黨魁羅貝爾·布拉薩便於1985年有此經歷），或一名沒有省議會席位的候選人當選執政黨黨魁；在此情況下，該執政黨黨魁需透過補選贏取省議會席位才可在省議會内議政和繼續擔任省長。
魁北克省省长的主要职责是制定該省政府的立法重點；每屆省議會的立法重點皆在該屆會期的开幕致辞中列出。省長代表议会多数党而且必须有议会的支持；省長能否獲得議會支持取決於预算法案及其他視作信任動議的議案是否得到議會通過。
在英语中，这个职位被称为「premier」，在法语中被称为，可以被翻译为“省长”（英語：prime minister）。「Prime Minister of the Province of Quebec」的称号也曾在英语中被使用过。在F1蒙特利尔大奖赛中，颁奖仪式也使用“魁北克省长”的称号。

## 历史
魁北克省省长是按照责任政府的原则来进行选举的，但是《1867年英属北美法令》没有提到这一点。